# 1921
Il 1921 (MCMXXI in numeri romani) è un anno  del XX secolo.

## Eventi
- Primo modello Tipo 10 di Mortai giapponesi da 50mm.
- Italia: inizia la trasmissione dei primi programmi radiofonici regolari.
- Gucci viene fondata a Firenze dall'imprenditore e stilista italiano Guccio Gucci.
- Stati Uniti d'America: il democratico Woodrow Wilson cede il posto al partito repubblicano, che adotta l'Isolazionismo.
- 21 gennaio – Livorno: dalla scissione della corrente di sinistra del Partito Socialista Italiano nasce il Partito Comunista Italiano.
- 7 marzo - Unione Sovietica: Si sollevano i marinai della flotta del Mar Baltico contro il Partito Comunista dell'Unione Sovietica a causa della fame dilagante,della carestia e delle privazioni alimentari.  La Rivolta di Kronštadt verrà repressa nel sangue ad opera dell'Armata Rossa il successivo 19 marzo. La rivolta indurrà il giorno successivo Lenin a tentare di allentare le restrizioni alimentari mediante l'adozione della "Nuova politica economica".
- 8 marzo – Unione Sovietica: Lenin introduce nella Nuova politica economica (NEP) sovietica elementi dell'economia di mercato.
- 17 aprile – Oristano: dal Movimento dei Combattenti sardi nasce il Partito Sardo d'Azione
- 23 aprile – Stati Uniti: Charles William Paddock stabilisce un nuovo record mondiale correndo i 100 metri in 10 secondi e 4 decimi
- 30 aprile – Papa Benedetto XV emana l'enciclica In Praeclara Summorum
- 2 maggio – Viareggio: gruppi di squadristi assaltano le sedi della Camera del lavoro e della Lega dei maestri d'ascia e calafati
- 5 maggio: Coco Chanel presenta il celebre profumo Chanel No. 5 creato per la celebre maison da Ernest Beaux
- 16 maggio – A Viareggio si registrano scontri tra fascisti e socialisti durante i quali vengono uccisi due giovani.
- 23 luglio - A Shanghai (Cina) nasce il Partito Comunista Cinese.
- 29 luglio – Germania: Adolf Hitler diventa presidente del Partito Nazionalsocialista dei Lavoratori Tedeschi
- 31 luglio: Frederick Banting scopre l'insulina
- 14 agosto un violento terremoto distrugge Massaua, nella Colonia Eritrea
- 14 agosto - Tuva: viene proclamata l'indipendenza della Repubblica Sovietica di Tannu Tuva (Repubblica popolare di Tuva).
- 4 settembre: prima edizione del Gran Premio d'Italia di automobilismo
- 1º novembre: viene inaugurato il primo Parlamento maltese.
- 4 novembre: la salma del Milite Ignoto viene inumata nell'Altare della Patria del Vittoriano di Roma
- 7 novembre: al congresso fascista viene fondato il Partito Nazionale Fascista
- 6 dicembre – Irlanda: dopo la guerra anglo-irlandese, nasce lo Stato Libero d'Irlanda, ad opera del primo ministro inglese Lloyd George. Il nuovo stato comprende tutta l'isola meno che l'Ulster. Tuttavia l'Irlanda rimane all'interno dell'Impero britannico.
- 7 dicembre: si inaugura ufficialmente a Milano l'Università Cattolica
- 29 dicembre: William Lyon Mackenzie King diventa primo ministro del Canada

## Nati
Ci sono circa 2 260 voci su persone nate nel 1921; vedi la pagina Nati nel 1921 per un elenco descrittivo o la categoria Nati nel 1921 per un indice alfabetico.

## Morti
Ci sono circa 530 voci su persone morte nel 1921; vedi la pagina Morti nel 1921 per un elenco descrittivo o la categoria Morti nel 1921 per un indice alfabetico.

## Calendario
| Calendario 1921 | Calendario 1921 | Calendario 1921 | Calendario 1921 | Calendario 1921 | Calendario 1921 | Calendario 1921 | Calendario 1921 | Calendario 1921 | Calendario 1921 | Calendario 1921 | Calendario 1921 | Calendario 1921 | Calendario 1921 | Calendario 1921 | Calendario 1921 | Calendario 1921 | Calendario 1921 | Calendario 1921 | Calendario 1921 | Calendario 1921 | Calendario 1921 | Calendario 1921 | Calendario 1921 | Calendario 1921 | Calendario 1921 | Calendario 1921 | Calendario 1921 | Calendario 1921 | Calendario 1921 | Calendario 1921 | Calendario 1921 | Calendario 1921 |
| --------------- | --------------- | --------------- | --------------- | --------------- | --------------- | --------------- | --------------- | --------------- | --------------- | --------------- | --------------- | --------------- | --------------- | --------------- | --------------- | --------------- | --------------- | --------------- | --------------- | --------------- | --------------- | --------------- | --------------- | --------------- | --------------- | --------------- | --------------- | --------------- | --------------- | --------------- | --------------- | --------------- |
|                 | 1               | 2               | 3               | 4               | 5               | 6               | 7               | 8               | 9               | 10              | 11              | 12              | 13              | 14              | 15              | 16              | 17              | 18              | 19              | 20              | 21              | 22              | 23              | 24              | 25              | 26              | 27              | 28              | 29              | 30              | 31              |                 |
| Gennaio         | Sa              | Do              | Lu              | Ma              | Me              | Gi              | Ve              | Sa              | Do              | Lu              | Ma              | Me              | Gi              | Ve              | Sa              | Do              | Lu              | Ma              | Me              | Gi              | Ve              | Sa              | Do              | Lu              | Ma              | Me              | Gi              | Ve              | Sa              | Do              | Lu              |                 |
| Febbraio        | Ma              | Me              | Gi              | Ve              | Sa              | Do              | Lu              | Ma              | Me              | Gi              | Ve              | Sa              | Do              | Lu              | Ma              | Me              | Gi              | Ve              | Sa              | Do              | Lu              | Ma              | Me              | Gi              | Ve              | Sa              | Do              | Lu              |                 |                 |                 |                 |
| Marzo           | Ma              | Me              | Gi              | Ve              | Sa              | Do              | Lu              | Ma              | Me              | Gi              | Ve              | Sa              | Do              | Lu              | Ma              | Me              | Gi              | Ve              | Sa              | Do              | Lu              | Ma              | Me              | Gi              | Ve              | Sa              | Do              | Lu              | Ma              | Me              | Gi              |                 |
| Aprile          | Ve              | Sa              | Do              | Lu              | Ma              | Me              | Gi              | Ve              | Sa              | Do              | Lu              | Ma              | Me              | Gi              | Ve              | Sa              | Do              | Lu              | Ma              | Me              | Gi              | Ve              | Sa              | Do              | Lu              | Ma              | Me              | Gi              | Ve              | Sa              |                 |                 |
| Maggio          | Do              | Lu              | Ma              | Me              | Gi              | Ve              | Sa              | Do              | Lu              | Ma              | Me              | Gi              | Ve              | Sa              | Do              | Lu              | Ma              | Me              | Gi              | Ve              | Sa              | Do              | Lu              | Ma              | Me              | Gi              | Ve              | Sa              | Do              | Lu              | Ma              |                 |
| Giugno          | Me              | Gi              | Ve              | Sa              | Do              | Lu              | Ma              | Me              | Gi              | Ve              | Sa              | Do              | Lu              | Ma              | Me              | Gi              | Ve              | Sa              | Do              | Lu              | Ma              | Me              | Gi              | Ve              | Sa              | Do              | Lu              | Ma              | Me              | Gi              |                 |                 |
| Luglio          | Ve              | Sa              | Do              | Lu              | Ma              | Me              | Gi              | Ve              | Sa              | Do              | Lu              | Ma              | Me              | Gi              | Ve              | Sa              | Do              | Lu              | Ma              | Me              | Gi              | Ve              | Sa              | Do              | Lu              | Ma              | Me              | Gi              | Ve              | Sa              | Do              |                 |
| Agosto          | Lu              | Ma              | Me              | Gi              | Ve              | Sa              | Do              | Lu              | Ma              | Me              | Gi              | Ve              | Sa              | Do              | Lu              | Ma              | Me              | Gi              | Ve              | Sa              | Do              | Lu              | Ma              | Me              | Gi              | Ve              | Sa              | Do              | Lu              | Ma              | Me              |                 |
| Settembre       | Gi              | Ve              | Sa              | Do              | Lu              | Ma              | Me              | Gi              | Ve              | Sa              | Do              | Lu              | Ma              | Me              | Gi              | Ve              | Sa              | Do              | Lu              | Ma              | Me              | Gi              | Ve              | Sa              | Do              | Lu              | Ma              | Me              | Gi              | Ve              |                 |                 |
| Ottobre         | Sa              | Do              | Lu              | Ma              | Me              | Gi              | Ve              | Sa              | Do              | Lu              | Ma              | Me              | Gi              | Ve              | Sa              | Do              | Lu              | Ma              | Me              | Gi              | Ve              | Sa              | Do              | Lu              | Ma              | Me              | Gi              | Ve              | Sa              | Do              | Lu              |                 |
| Novembre        | Ma              | Me              | Gi              | Ve              | Sa              | Do              | Lu              | Ma              | Me              | Gi              | Ve              | Sa              | Do              | Lu              | Ma              | Me              | Gi              | Ve              | Sa              | Do              | Lu              | Ma              | Me              | Gi              | Ve              | Sa              | Do              | Lu              | Ma              | Me              |                 |                 |
| Dicembre        | Gi              | Ve              | Sa              | Do              | Lu              | Ma              | Me              | Gi              | Ve              | Sa              | Do              | Lu              | Ma              | Me              | Gi              | Ve              | Sa              | Do              | Lu              | Ma              | Me              | Gi              | Ve              | Sa              | Do              | Lu              | Ma              | Me              | Gi              | Ve              | Sa              |                 |

## Premi Nobel
In quest'anno sono stati conferiti i seguenti Premi Nobel:
Per la Fisica: Albert Einstein